# Ecce Homo. Как становятся сами собою

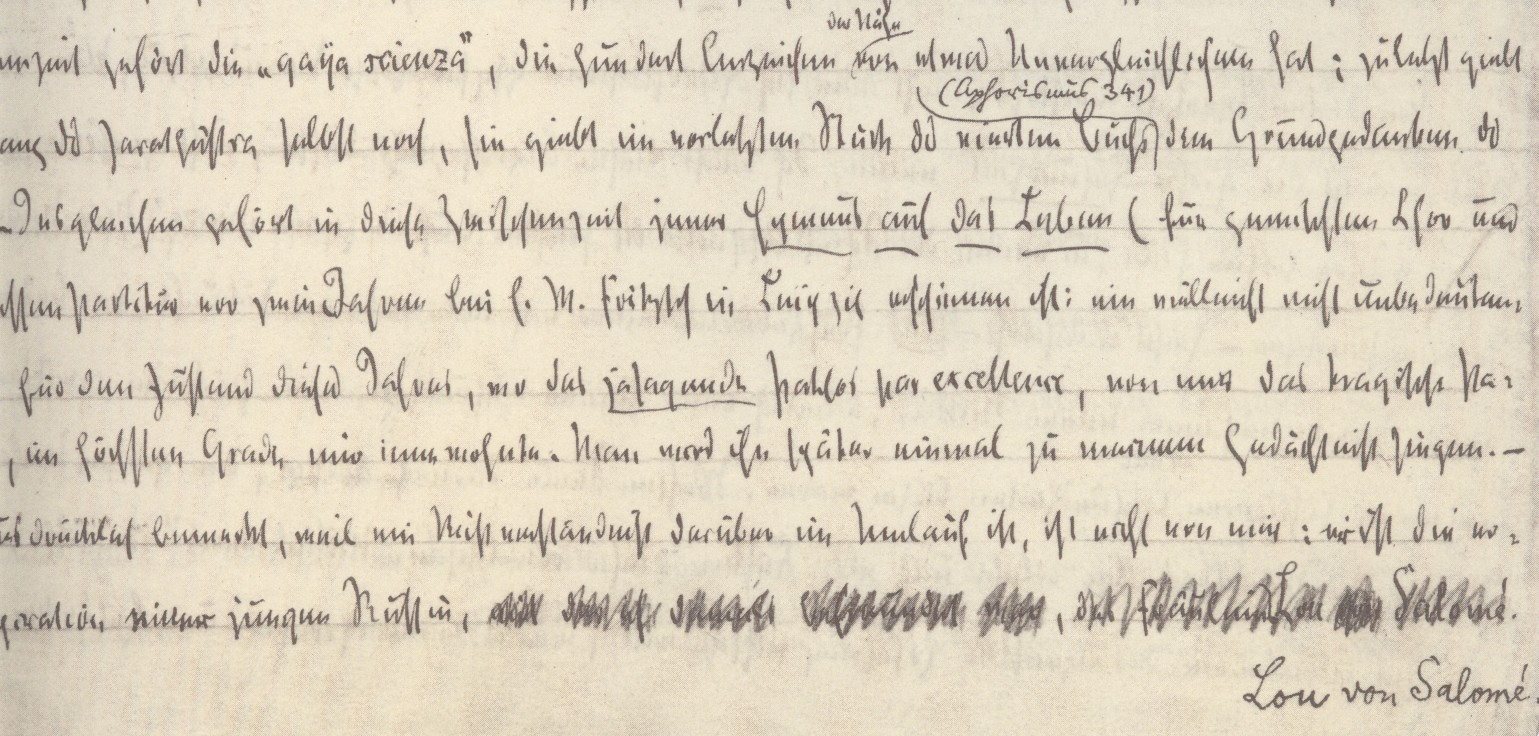
Кёзелиц, Генрих «исправлял» сочинения Ницше даже без его одобрения, что подвергается резкой критике со стороны сегодняшних исследователей Ницше.

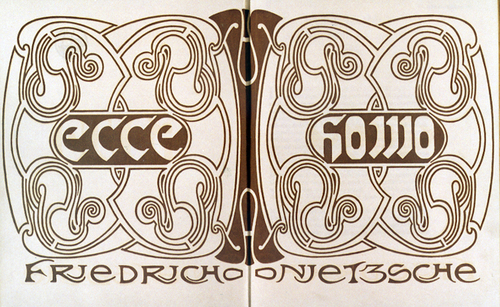
Обложка книги 1908 года работы Анри ван де Вельде.

Ecce Homo. Как становятся сами собою (нем. Ecce Homo: Wie man wird, was man ist) — последняя книга Фридриха Ницше, написанная в 1888 году, которая не публиковалась вплоть до 1908 года.

## О книге
По словам одного из самых выдающихся английских переводчиков Ницше, Вальтера Кауфмана, книга предлагает «собственную интерпретацию Ницше своего развития, своих произведений и своего значения». Она содержит несколько глав с самохвалебными названиями, такими как «Почему я такой мудрый», «Почему я такой умный», «Почему я пишу такие хорошие книги» и «Почему я — судьба». В книге Кауфмана «Ницше: философ, психолог, антихрист» отмечаются внутренние параллели, по форме и языку, с Апологией Платона, в которой задокументирован суд над Сократом. По сути, этой работой Ницше подвергал себя испытанию, и его сардонические суждения и заголовки глав можно рассматривать как язвительные, насмешливые, самоуничижительные или лукавые.
В рамках этой работы Ницше сознательно стремится представить новый образ философа и самого себя, например, философа, «который не является ни александрийским академиком, ни аполлоническим мудрецом, а дионисийцем». Кауфманн считает Ecce Homo литературным произведением, сравнимым по художественности с картинами Винсента Ван Гога. Ницше утверждал, что он великий философ из-за его резкой оценки благочестивого мошенничества всей философии, которое он рассматривал как отступление от честности, когда это наиболее необходимо, и трусливую неспособность достичь заявленной цели до её разумного конца. Ницше настаивал на том, что его страдания не благородны, а являются ожидаемым результатом упорного исследования глубочайших тайников человеческого самообмана и что, преодолевая свою агонию, человек достигает большего, чем любое расслабление или приспособление к интеллектуальным трудностям или буквальным угрозам. Он провозглашал высшую ценность всего, что с ним произошло (включая раннюю смерть отца и его почти слепоту — пример любви к Судьбе или amor fati). Основная мысль Ницше заключалась в том, что быть «человеком» в одиночку — значит быть на самом деле больше, чем «Христом».
Одной из основных целей Ecce Homo было изложить взгляд Ницше на его творчество как философа и человека. Он писал: «При этих условиях возникает обязанность, против которой в сущности восстаёт моя привычка и ещё больше гордость моих инстинктов, а именно обязанность — сказать: Выслушайте меня! Ибо я такой-то и такой-то. Прежде всего не смешивайте меня с другими!» На протяжении всей книги он излагает — в гиперболическом стиле, характерном для его более позднего периода (1886—1888) — свою детскую жизнь, свои индивидуальные вкусы и своё видение человечества. Он даёт обзоры и выводы о своих различных произведениях, в том числе: «Рождение трагедии», «Несвоевременные [размышления]», «Человеческое, слишком человеческое», «Утренняя заря», «Весёлая наука», «Так говорил Заратустра», «По ту сторону добра и зла», «О генеалогии морали», «Сумерки идолов» и «Случай „Вагнер“». Последняя глава «Ecce Homo», озаглавленная «Почему я судьба», в первую очередь посвящена повторению мыслей Ницше о христианстве, подтверждению упадка христианства и его идей относительно раскрытия христианской морали.
Книгу Ницше подписал как «Дионис против Распятого».

## Работа над книгой
Сам Ницше датировал написание книги промежутком от 15 октября (дня своего рождения) до 4 ноября 1888 года, однако в действительности он продолжал работать над текстом практически до конца своей сознательной жизни — последний отрывок, принадлежащий к Ecce Homo, датирован 2 января 1889 года, то есть за день до апоплексического удара и психического срыва, от которых он так и не смог оправиться. Из-за болезни Ницше не смог довести свою работу над Ecce Homo до конца. В результате, работу над подготовкой рукописи занимались Элизабет Фёрстер-Ницше, младшая сестра писателя, и Петер Гаст, немецкий писатель и композитор, друг Ницше. При этом рукопись подверглась «исправлениям», за что позже их резко критиковали исследователи творчества Ницше.
Впервые рукопись была опубликована уже после смерти автора, в 1908 году под редакцией Рауля Рихтера. Так как Ecce Homo не дождалась последней авторской правки и композиции, то существует несколько вариантов книги. Один из них, получивший широкое распространение в странах соцлагеря, принадлежит бывшему сотруднику веймарском архиве Гёте и Шиллера (в который со временем был передан архив Ницше) Карлу Шлехту, подготовившему в 1954—1956 годах трёхтомное собрание трудов Ницше. Одним из критиков издания К. Шлехты был западный исследователь Э. Ф. Подах, который в 1961 году после долгой работы в Архиве Ницше, выпустил однотомное издание поздних работ Ницше, в которое включил и Ecce homo. Подах смог из отрывков восстановить полный текст в хронологической последовательности. В 1964 году итальянские исследователи Джорджо Колли и Мадзино Монтинари выпустили новое, текстологически достоверное, собрание сочинений Ницше. Они не только восстановили хронологический порядок рабочих записей Ницше и историю его работы над произведениями, но и дополнили тома значительным объёмом не публиковавшихся прежде текстов, одновременно устраняя искажения и фальсификации, допущенные при работе Архива Ницше под руководством Э. Фёрстер-Ницше.